# Likroclausia namhaensis
Likroclausia namhaensis is een eenoogkreeftjessoort uit de familie van de Clausiidae. De wetenschappelijke naam van de soort is voor het eerst geldig gepubliceerd in 2003 door Ho & I.H. Kim.